# Juan Montero Jara
Juan Montero Jara (1910-Santiago, 16 de mayo de 1939) fue un futbolista chileno que ocupaba el puesto de mediocampista. Desarrolló su carrera en Green Cross y Colo-Colo, donde consiguió el campeonato nacional de 1937. Además, fue internacional con la selección chilena en los Campeonatos Sudamericanos de 1937 y 1939.

## Trayectoria
Llegó desde Temuco a Green Cross en el año 1930. Sus buenas presentaciones en el conjunto de la cruz verde lo llevaron a Colo-Colo, donde formó parte de la gira de los albos a Perú en 1932.
En el club albo consiguió el título nacional invicto de 1937, el primero de Colo-Colo, además de dos Campeonatos de Apertura, el Campeonato Nacional de Football de 1936 y el Campeonato Absoluto de 1937.
En 1939 volvió a Green Cross, y alcanzó a disputar dos encuentros antes de fallecer producto de una peritonitis en la Posta Central de Santiago.

## Selección nacional
Juan Montero disputó siete encuentros con la selección chilena entre 1936 y 1939. El mediocampista debutó en el Campeonato Sudamericano 1937 de Buenos Aires en la derrota por 1-2 contra Argentina. En el torneo Montero jugó los cinco partidos de Chile, que acabó en quinta posición tras derrotar por 3-0 a Uruguay, un empate contra Perú y tres derrotas.
En el Campeonato Sudamericano 1939 de Lima Montero participó en las derrotas contra Paraguay y Perú, que fue el último partido internacional del mediocampista.

### Participaciones en el Campeonato Sudamericano
| Torneo                       | Sede      | Resultado    | Partidos | Goles |
| ---------------------------- | --------- | ------------ | -------- | ----- |
| Campeonato Sudamericano 1937 | Argentina | Quinto lugar | 5        | 0     |
| Campeonato Sudamericano 1939 | Perú      | Cuarto lugar | 2        | 0     |
| Total                        | Total     | Total        | 7        | 0     |

## Clubes
| Club        | País  | Año       |
| ----------- | ----- | --------- |
| Green Cross | Chile | 1930-1931 |
| Colo-Colo   | Chile | 1932-1938 |
| Green Cross | Chile | 1939      |

## Palmarés

### Campeonatos nacionales
| Título                          | Club      | País  | Año  |
| ------------------------------- | --------- | ----- | ---- |
| Campeonato de Apertura          | Colo-Colo | Chile | 1933 |
| Campeonato Nacional de Football | Colo-Colo | Chile | 1936 |
| Primera División                | Colo-Colo | Chile | 1937 |
| Campeonato Absoluto             | Colo-Colo | Chile | 1937 |
| Campeonato de Apertura          | Colo-Colo | Chile | 1938 |